# УЕФА квалификације за Светско првенство у фудбалу за жене 2023 — група Б
Група Б, квалификационог такмичења УЕФА за Светско првенство у фудбалу за жене 2023. се састојала од пет репрезентација: Шпанија, Шкотска, Украјина, Мађарска и Фарска Острва. Састав девет група у квалификационој групној фази одређен је жребом одржаним 30. априла 2021. са тимовима који су били носиоци према рангу коефицијената.
Група се играла у кругу, као домаћин и у гостима, између 17. септембра 2021. и 6. септембра 2022. са паузом за Европско првенство за жене 2022. у јулу. Победнице група су се квалификовале на завршни турнир, док су другопласиране прочле у плеј-оф другог кола ако су биле једна од три најбоља другопласираних у свих девет група (рачунајући резултате против петопласиране екипе).

## Табела
| Pos | Тим           | О | П | Н | И | ГД | ГП | ГР  | Бод. | Qualification                             |
| --- | ------------- | - | - | - | - | -- | -- | --- | ---- | ----------------------------------------- |
| 1   | Шпанија       | 8 | 8 | 0 | 0 | 53 | 0  | +53 | 24   | Светско првенство у фудбалу за жене 2023. |
| 2   | Шкотска       | 8 | 5 | 1 | 2 | 22 | 13 | +9  | 16   | Плеј-оф                                   |
| 3   | Украјина      | 8 | 3 | 1 | 4 | 12 | 20 | −8  | 10   |                                           |
| 4   | Мађарска      | 8 | 3 | 0 | 5 | 19 | 19 | 0   | 9    |                                           |
| 5   | Фарска Острва | 8 | 0 | 0 | 8 | 2  | 56 | −54 | 0    |                                           |

## Утакмице
Сва времена су CET/CEST, како наводи УЕФА (локална времена, ако се разликују, она су у загради).
| Фарска Острва | 0 : 10                          | Шпанија |
| ------------- | ------------------------------- | --- |
|               | Извештај (ФИФА) Извештај (УЕФА) | Саријеги 7’, 32’, 55’, 60’ · Гереро 8’ · Путељас 50’ · Гарсија 58’ · Гихаро 64’ · Калдентеј 70’ · Алехандри 90+5’ |

| Мађарска | 0 : 2                           | Шкотска                 |
| -------- | ------------------------------- | ----------------------- |
|          | Извештај (ФИФА) Извештај (УЕФА) | Катберт 17’ · Томас 73’ |

| Мађарска | 0 : 7                           | Шпанија                                                                   |
| -------- | ------------------------------- | ------------------------------------------------------------------------- |
|          | Извештај (ФИФА) Извештај (УЕФА) | Гонзалез 8’, 21’ · Калдентеј 23’, 90+3’ · Кастиљо 50’ · Саријеги 79’, 86’ |

| Шкотска                                                                       | 7 : 1                           | Фарска Острва |
| ----------------------------------------------------------------------------- | ------------------------------- | ------------- |
| Катберт 19’ · артур 21’, 28’ · Гримшо 39’ · Томас 62’ · Кларк 81’ · Емсли 84’ | Извештај (ФИФА) Извештај (УЕФА) | Бископсте 49’ |

| Украјина                                              | 4 : 0                           | Фарска Острва |
| ----------------------------------------------------- | ------------------------------- | ------------- |
| Козлова 16’ · Кравчук 45’ · Бојченко 57’ · Корсун 79’ | Извештај (ФИФА) Извештај (УЕФА) |               |

| Шкотска                | 2 : 1                           | Мађарска |
| ---------------------- | ------------------------------- | -------- |
| Гримшо 42’ · Корси 90’ | Извештај (ФИФА) Извештај (УЕФА) | Ваго 56’ |

| Украјина | 0 : 6                           | Шпанија                                                                               |
| -------- | ------------------------------- | ------------------------------------------------------------------------------------- |
|          | Извештај (ФИФА) Извештај (УЕФА) | Путељас 9’ · Сариеги 33’, 82’ · Ејзагире 68’ · Апанашченко 84’ (а.г.) · Редондо 90+2’ |

| Фарска Острва | 1 : 7                           | Мађарска                                                      |
| ------------- | ------------------------------- | ------------------------------------------------------------- |
| Лисберг 8’    | Извештај (ФИФА) Извештај (УЕФА) | Ваго 22’, 28’, 49’ · Зелер 30’, 43’ · Фењвеши 32’ · Загор 81’ |

| Шпанија | 12 : 0                          | Фарска Острва |
| --- | ------------------------------- | ------------- |
| Гонзалез 2’, 41’, 51’, 74’ · Бонмати 17’, 50’ · Редондо 25’ · Калдентеј 39’ (пен.), 52’, 57’ · Путељас 83’ · Саријеги 89’ | Извештај (ФИФА) Извештај (УЕФА) |               |

| Шкотска       | 1 : 1                           | Украјина    |
| ------------- | ------------------------------- | ----------- |
| Харисон 90+3’ | Извештај (ФИФА) Извештај (УЕФА) | Кравчук 22’ |

| Мађарска                                          | 4 : 2                           | Украјина                    |
| ------------------------------------------------- | ------------------------------- | --------------------------- |
| Ваго 4’, 11’ · Зелер 30’ · Апанашченко 87’ (а.г.) | Извештај (ФИФА) Извештај (УЕФА) | Апанашченко 71’ · Кимих 82’ |

| Шпанија                                                                              | 8 : 0                           | Шкотска |
| ------------------------------------------------------------------------------------ | ------------------------------- | ------- |
| Саријеги 20’, 58’ · Калдентеј 33’, 83’ · Бонмати 41’, 61’ · Путељас 64’ · Ермосо 80’ | Извештај (ФИФА) Извештај (УЕФА) |         |

| Мађарска                                                            | 7 : 0                           | Фарска Острва |
| ------------------------------------------------------------------- | ------------------------------- | ------------- |
| Загор 12’ · Чисар 13’ · Ваго 15’, 19’, 55’ · Фењвеши 23’ · Чики 32’ | Извештај (ФИФА) Извештај (УЕФА) |               |

| Шкотска | 0 : 2                           | Шпанија                |
| ------- | ------------------------------- | ---------------------- |
|         | Извештај (ФИФА) Извештај (УЕФА) | Ермосо 14’ (пен.), 78’ |

| Украјина | 0 : 4                           | Шкотска                                      |
| -------- | ------------------------------- | -------------------------------------------- |
|          | Извештај (ФИФА) Извештај (УЕФА) | Вир 9’ (пен.) · Катберт 17’ · Томас 20’, 43’ |

| Украјина                  | 2 : 0                           | Мађарска |
| ------------------------- | ------------------------------- | -------- |
| Кравец 27’ · Овдијчук 90’ | Извештај (ФИФА) Извештај (УЕФА) |          |

| Фарска Острва | 0 : 3                           | Украјина                     |
| ------------- | ------------------------------- | ---------------------------- |
|               | Извештај (ФИФА) Извештај (УЕФА) | Кунина 12’, 14’ · Шматко 83’ |

| Шпанија                                 | 3 : 0                           | Мађарска |
| --------------------------------------- | ------------------------------- | -------- |
| Гонзалез 24’ · Передес 27’ · Гихаро 74’ | Извештај (ФИФА) Извештај (УЕФА) |          |

| Фарска Острва | 0 : 6                            | Шкотска                                                                  |
| ------------- | -------------------------------- | ------------------------------------------------------------------------ |
|               | Извештај (ФИФА)) Извештај (УЕФА) | Дохерти 17’ · Вир 40’ · Катберт 45’ · Томас 45+1’ · Корси 53’ · Бити 68’ |

| Шпанија                                                  | 5 : 0                           | Украјина |
| -------------------------------------------------------- | ------------------------------- | -------- |
| Гонзалез 15’, 42’ · Редондо 29’, 39’ · Ермосо 67’ (пен.) | Извештај (ФИФА) Извештај (УЕФА) |          |

## Голгетерке
Укупно је постигнуто  108 голова у 20 утакмица, с просеком од 5.4 гола по утакмици.
11 голова
- Амајур Саријеги

9 голова
- Фани Ваго
- естер Гонзалез

8 голова
- Мариона Калдентеј

5 голова
- Марта Томас

4 гола
- Ерин Катберт
- Аитана Бонмати
- Џенифер Ермосо
- Алексија Путељас
- Алба Редондо

2 аугогола
- Дарина Апанашченко (против Шпаније и против Мађарске)

## Белешке
1. ↑  CEST (УТЦ+2) за датуме између 28. марта и 31. октобра 2021. и између 27. марта и 30. октобра 2022., и CET (УТЦ+1) за све остале датуме.